# Ronan Keating
Ronan Patrick John Keating (Dublin, 1977. március 3. –) ír énekes, dalszerző valamint televíziós és rádiós műsorvezető. Pályáját 1993-ban kezdte a Boyzone nevű fiúegyüttes énekeseként. 1999-től szólókarrierbe kezdett, pályafutása egyik legnagyobb sikere a "When You Say Nothing at All" című dal feldolgozása, amely számos országban a slágerlista élére tudott kerülni, és szerepelt a Sztárom a párom című film betétdalaként is.
Keating szólóénekesként több mint 20 millió, a Boyzone együttessel pedig több mint 25 millió lemezt adott el világszerte. Ausztráliában több tehetségkutató (All Together Now, The X Factor, The Voice) zsűritagja volt. Jótékonykodásáról is ismert, édesanyja emlékére (aki mellrákban hunyt el) jótékonysági alapot vezet a rákos betegek javára.